# 萨姆·塔塔
萨姆·塔塔（Sam Tata，1911年9月30日—2005年7月3日）是一名曾經旅居上海的摄影师和摄影记者。

## 生平
萨姆·塔塔出生于中国上海的一个帕西人商人家庭。 他曾在上海公立学校就讀， 然后在香港大学商科学习了两年。 他在二十四岁时开始從事摄影， 并且是上海摄影俱乐部的创始成员之一。 塔塔當時還购买了一台徕卡相机，并在逛街時不忘尋找有意義的畫面並拍攝下來。  1939年跟隨奥斯卡·西波尔学习拍攝肖像照，之後又跟隨摄影师郎靜山、刘旭沧學習。 1946年開始，摄影成為了塔塔的全職工作。
1947年，塔塔的攝影作品在孟买展出。 几个月后，他遇到了法国摄影师亨利·卡蒂尔-布雷松 ，在他的影响和指导下，塔塔開始从事新闻摄影。他开始向《 Trend 》和《 Flashlight》等孟买期刊投稿。 塔塔与亨利·卡蒂尔-布雷松 一起用照相機拍攝了1946年–1948年印度独立运动期間的照片。  1949年，塔塔回到上海，又拍攝了上海戰役期間上海的照片。 中国共产党佔領上海後，他的许多照片被當局沒收。 1952年，塔塔離開上海移居香港。 1955年，塔塔前往克什米尔和印度旅行，他的摄影随笔《喜马拉雅朝圣》于1956年10月由国家地理出版。 
1956年，塔塔移民加拿大并定居在蒙特利尔。 他之後在国家电影局任職，并且在蒙特利尔人杂志找到了一份照片编辑兼職工作。1988年，他成为加拿大皇家艺术学院的成员，并于1990 年被加拿大专业形象创作者协会 (CAPIC) 授予终身成就奖。 
他的攝影作品被蒙特利尔（与弗兰克·洛威，1963 年）、第67届世博会：雕塑（1967 年）、某种身份：50 幅肖像（1983 年）、 1949年上海：一个时代的终结（1989 年）、加拿大作家的肖像（ 1991 年）和印度：我父亲的土地（2005 年）等書籍介紹。塔塔于2005年7月3日在加拿大不列颠哥伦比亚省苏克去世，享年93岁。